# ノウワット
ノウワット、ノウホワット（Know-what）とは、概念についての知識である。ノウハウ（Know-how）が物事のやり方についての知識であるのに対して、ノウワットは物事そのものについての知識を指す言葉である。英語圏では5W1HのうちHowについての知識に並んでWhat、Whyなどについての知識などが対等に重要視され、物事の理由についての知識を指すノウホワイ（Know-why）という言葉も存在する。

## 日本における認知度
日本における英語圏に対する言語的背景と文化的背景の違いから、日本ではノウワットという言葉はあまりメジャーではない。

## 議論
ノウハウとノウワットの重要性について、あくまでノウハウが重要とする意見と、実はノウワットが一番大切なのだという意見と、ノウハウに対するノウワットとノウホワイなどのバランスが大切なのだという意見などが存在する。